# Adelbert von Chamisso
Adelbert von Chamisso (Boncourt-kastély, Châlons-en-Champagne mellett, Franciaország, 1781. január 30. – Berlin, 1838. augusztus 21.), eredeti nevén Louis Charles Adélaïde de Chamissot, francia származású német író, botanikus és természettudós. Botanikai szakmunkákban nevének rövidítése: „Cham.”.

## Élete
Adelbert Louis Marie de Chamissot gróf hét gyermeke közül negyedikként született a család kastélyában. Csak a keresztelés dátuma (1781. január 31.) ismert bizonyosan, amint azt ő maga is írja a Reise um die Welt (Utazás a világ körül) című művében. 1790-ben Adelbert elszegényedett szülei elhagyták az ősi kastélyt, majd 1792-ben Franciaországot is. A forradalom elől Hollandiába, majd Dél-Németországba, végül 1796-ban Berlinbe költöztek, ahol a két idősebb fivér házitanítói állást kapott. Adelbert az 1689-ben a hugenották által alapított berlini francia gimnáziumban tanult (Collège Français de Berlin).
1796-ban II. Frigyes Vilmos porosz király feleségének apródja lett, 1798 és 1807 között a porosz hadseregben teljesített szolgálatot. 1801-ben a porosz hadsereg hadnagya lett, ekkor vettem fel a Ludwig von Chamisso nevet. 1805-ben egységével Hamelnbe helyezték, ahol a következő évben francia fogságba esett, amikor a várost árulás következtében feladták Napóleon csapatainak. Becsületszóra Franciaországba engedték utazni, majd 1807-ben (egyes források szerint 1806-ban) kilépett a katonai szolgálatból.
1804-től kezdve a romantikus költői csoporthoz, a „Nordsternbund“-hoz tartozó barátaival együtt kiadták a Berliner Musenalmanach-ot, és ettől kezdve Adelbert von Chamissónak nevezte magát. Ehhez a körhöz tartozott Julius Eduard Hitzig, Friedrich de la Motte Fouqué, Karl August Varnhagen von Ense és Friedrich Wilhelm Neumann is. 1810 és 1813 között Franciaországban és Svájcban tartózkodott, majd ismét visszaköltözött Berlinbe. Svájcban kezdett el foglalkozni a természettudományokkal, különösen a botanikával.
1815 és 1818 között természettudósként világ körüli úton vett részt (Rurik-expedíció). A balti német származású Otto von Kotzebue kapitány Csendes-óceáni expedíciója, amelyet az orosz Nyikolaj Petrovics Rumjancev gróf finanszírozott, Polinézián és Hawaiin végzett kutatásokat és a legendás északnyugati átjárót kereste. Chamisso sok térképet készített Alaszka partvidékéről, feldolgozta Alaszka flóráját (róla nevezték el az újonnan felfedezett Chamisso-szigetet) és leírta az eszkimók és aleutok életviteli szokásait. Élesen kritizálta az akkori orosz gyarmati uralmat. 1819-es értekezésében kimutatta az expedíción megfigyelt, a zsákállatok közé tartozó szalpák (Thaliacea) nemzedékváltakozó életmódját. Felkereste a kis Sala-y-Gómez-szigetet is, és verset írt róla.
1819-ben a királyi herbárium második felvigyázója lett a berlini botanikus kertben, a mai Kleist-park területén. 1833-ban Diederich Franz Leonhard von Schlechtendal halála után első felvigyázóvá lépett elő, ezzel anyagi helyzetét biztosította. 1831-ben megnősült és kiadta első lírai kötetét régebbi verseivel, új verseket csak ritkán írt. 1835-ben a berlini tudományos akadémia tagja lett.
Adelbert von Chamisso saját bevallása szerint a Châlons-sur-Marne-i szabadkőműves páholy tagja volt. Feltételezhetően látogatta a berlini szabadkőműves páholyt is, de ott nem volt tag.

## Öröksége
Jóllehet Chamisso anyanyelve a francia volt, halhatatlan műveket sikerült alkotnia a számára idegen német nyelven. A legismertebbek kétségkívül a „Schlemihl Péter különös története” (1814) és az „Óriások játékszere” című vers, amely az elzászi Nideck várról szól. Ezzel magyarázható, hogy az egyedüli irodalmi díj, amelyet németül író külföldiek számára alapítottak, az ő nevét viseli. Az Adelbert-von-Chamisso-díjat 1985 óta osztják ki Németországban nem német anyanyelvű szerzőknek.
Róla nevezték el a disznóparéjfélék (Amaranthaceae) családjának Chamissoa nemzetségét.

## Művei
- Adelberts Fabel, 1806
- Fortunati Glückseckel und Wunschhütlein, 1806
- Peter Schlemihls wundersame Geschichte (Schlemihl Péter különös története), Nürnberg, 1814
- Bemerkungen und Ansichten einer Entdeckungsreise, 1821
- Die Sonne bringt es an den Tag (ballada), 1827
- Salas y Gomez (ballada), 1829
- Übersicht der nutzbarsten u. schädlichsten Gewächse, welche wild oder angebaut in Norddeutschland vorkommen, 1829
- Frauen-Liebe und Leben (Asszonyszerelem, asszonysors), dalciklus, Berlin 1830 (zene: Robert Schumann, 1840 és Carl Loewe)
- Gedichte, Leipzig, 1831
- (szerk.) Der deutsche Musenalmanach, 1832-től (Gustav Schwabbal együtt)
- Reise um die Welt in den Jahren 1815–1818 (napló), 1836
- Über die Hawai'sche Sprache, 1837

## Magyarul
- Schlemihl Péter csodálatos története; ford., bev. Kormos Alfréd; Érdekes Könyvtár, Bp., 1894 (Érdekes könyvtár)
- Szemelvények Chamisso, Uhland, Heine és Lenau költeményeiből; összeáll., jegyz. Osztie József; Franklin, Bp., 1904
- Slemil Péter csodálatos históriája; ford. Tamás Viktor; Fejérmegyei Napló, Székesfehérvár, 1912
- Schlemihl Péter csodálatos története; ford. Turóczi József; Athenaeum, Bp., 1921 (Modern könyvtár)
- Schlemihl Péter csodálatos története; ford. Bálint Lajos; Genius, Bp., 1921
- Slemil Péter csodálatos története; ford. Benedek György, Officina, Bp., 1941 (Officina könyvtár)
- Peter Schlemihl különös története; ford., utószó Turóczi-Trostler József, jegyz. Komor Ilona; Magyar Helikon, Bp., 1961

## Tagságai
- 1819: Leopoldina Német Természettudományos Akadémia[4]
- 1835: Porosz Tudományos Akadémia(wd)[5]

## Fordítás
- Ez a szócikk részben vagy egészben  az   Adelbert von Chamisso című német Wikipédia-szócikk ezen változatának fordításán alapul.  Az eredeti cikk szerkesztőit annak laptörténete sorolja fel. Ez a jelzés csupán a megfogalmazás eredetét és a szerzői jogokat jelzi, nem szolgál a cikkben szereplő információk forrásmegjelöléseként.